# Горлосы
Горло́сы, курала́сы (монг. Горлос) — одно из древнейших племён, входивших в дарлекинскую группу монголов. В настоящее время этническая группа в составе нескольких монгольских народов.

## История
В XII в. горлосы обитали на западных склонах Хинганского хребта в соседстве с хунгиратами и икиресами, были подданными всемонгольских Хадаан-тайджи и Хотула-хана. В конце XII в., когда Тэмучжин боролся с тайчиутами и джадаранским Джамухой, часть горлосцев последовала за Тэмучжином, составляя один из 13 его куреней. А другая часть боролась с Тэмучжином на стороне Джамухи, однако, потерпев поражение в 1203 году, они попали под власть великого хана. С образованием Великого Монгольского государства в 1206 году Чингисхан пожаловал своей матери Оэлун-хатун мингатов, из которых 3000 семей состояли из горлосцев и олхонутов. Также часть горлосов перешла к Хасару. Отошедшие к матери Оэлун горлосцы управлялись потомками монгольских ханов, в середине XVI в. вошли в состав семи северных отоков Халхи. В дальнейшем с конца XVII в. совместно с хэрэгүд составили халхаский Тушээтухановский аймак. С 1725 года в результате выделения из Тушээтухановского аймака нового аймака — Сайнноенхановского, горлосцы составили население Тушээтухановского, а хэрэгүд — вновь созданного Сайнноенхановского аймака. Из горлосцев, бывших подданными Хасара и его потомков, впоследствии образовались два горлоских хошуна Джиримского сейма Внутренней Монголии. После Второй мировой войны эти земли вошли в состав провинции Нэньцзян, а после её ликвидации в 1949 году — в состав провинции Гирин. В 1956 году был образован Цянь-Горлос-Монгольский автономный уезд.
Как сказано в «Сборнике летописей», от Алтан сав (Золотого сосуда) были рождены трое детей, которые отличались умом и способностями. Старший из сыновей Джурлук-Мэргэн (Журлук Мэргэн), второй — Кубай-Ширэ (Ухаа Шар), третий — Тусубу-Дауд. Джурлук-Мэргэн стал родоначальником племени хонгират. От двух сыновей Кубай-Ширэ Икираса и Олкунута пошли икиресы (эхириты) и олхонуты. У младшего Тусуба-Дауда было также двое сыновей Каранут и Кунклиут, которые положили начало родам харанут и кунклиут (хонхлут). Внуки Кунклиута, сыновья Мисар-Улука, Куралас и Элджигин, стали предками родов куралас (горлос) и элджигин. Согласно этому преданию, горлосы — монгольский род, имеющий родственные связи с хонгиратами, эхиритами, олхонутами, хонхлутами, харанутами и элджигинами. Также в «Сборнике летописей» упоминается род кият-куралас.
Согласно Аюудайн Очиру, горлосцы в основе своей представляют часть хори-туматов. В «Сборнике летописей» отмечалось, что Алан-гоа происходила из племени куралас (горлос). В «Сокровенном сказании монголов» сказано, что Алан-гоа была дочерью хори-туматского Хорилартай-Мэргэна: «однажды Дува-Сохор вместе со своим младшим братом Добун-Мэргэном взобрался на Бурхан Халдун. Наблюдая с высоты Бурхан Халдуна, Дува-Сохор усмотрел, что внизу по течению речки Тенгелик подкочевывает какая-та группа людей. И он говорит: «Хороша молодица в кибитке крытой повозки среди этих подкочевывающих людей! Он послал своего младшего брата разузнать, намереваясь сосватать ее Добун-Мэргэну, если окажется, что она не просватанная. Добун-Мэргэн побывал у тех людей, и в самом деле там оказалась молодица по имени Алан-гоа, красивая, очень знатного рода и еще ни за кого не просватанная. ...Названная же Алан-гоа была дочерью хори-туматского Хорилартай-Мэргэна, родившейся от Баргучжин-гоа, дочери владыки баргутов Баргудай-Мэргэна». Так описана история женитьбы Добун-Мэргэна на Алан-гоа.
Добун-Мэргэн жил в X в., в это же время часть хори-туматов ушла с прибайкальских земель в Хэнтэйские горы. Некоторые из них стали подданными монгольских аристократов в связи с брачными союзами, прочно войдя в группу коренных монголов. В ходе истории изменилось и их название. Так, родовое название хорилар, образованное при отделении от хори-туматов, заселявших близлежащие земли Байкала, постепенно видоизменилось (хорилар ~ хорилас ~ горилас ~ горалас ~ горлас ~ горлос) и приобрело современную форму. По другим источникам, в XV—XVI вв. этноним горлос отмечен как горлагад (хурлагад ~ хорлагад), горолуд (хоралуд ~ хуралуд), горлагас (хорлагас ~ хурлагас).

## Современность
В настоящее время горлосы входят в состав увэр-монголов и проживают на территории Цянь-Горлос-Монгольского автономного уезда в городском округе Сунъюань, провинция Гирин, КНР.
В состав халха-монголов входят роды: горлос, хурлад; в состав увэр-монголов: хорлад; в состав алтайских урянхайцев: оръяс (горлос); в состав баргутов: хурлат (хурлаад), хорлад. В составе дээд-монгольского хошутского рода тяяджнер имеется кость хурлдг.
В Монголии проживают носители следующих родовых фамилий: горлос, горлуд, горлус, горлууд, горлуус, гурлууд, оръяс, орьяс, хорлууд, хурлаад, хурлагад, хурлагууд, хурлад, хурлуд, хурлууд, хүрлүүд.
Среди селенгинских бурят отмечены следующие роды: горлос, хурлад (хурлаад) среди табангутов; хорлид (горлит, горлос, хурлад) среди сартулов; горлос (хурлад) среди андагай. В целом среди селенгинских бурят проживают носители следующих родовых имен: горлос (хорлос), горлад, хорлид (хурлад). В состав хамниган входит род горлуд.
В состав дауров входит род хурлас (хулас), в составе которого отмечена ветвь хуварт (хуалтии, хулас). В состав хазарейцев входит племя гурлат. Род коралас входит в состав ветви ботбай казахского племени дулат.